# Сибторпе, Аарон Белизариус Косимо
Аарон Белизариус Косимо Сибторпе (Сибторп, англ. Aaron Belisarius Cosimo Sibthorpe, сокращённо A. B. C. Sibthorpe; 183?—1916) — африканский историк XIX века, основоположник исторической науки в Сьерра-Леоне. Автор опубликованных в 1868 году учебников по истории и географии Сьерра-Леоне.

## Биография
Кукуруку по этническому происхождению, А. Б. К. Сибторпе родился где-то недалеко от Бенина. Дата его рождения осталась неизвестной. В детстве был захвачен в рабство, после освобождения воспитывался английскими миссионерами в колониальной Сьерра-Леоне. В этой стране он остался на всю жизнь.
С 1852 года учился в грамматической школе Церковного миссионерского общества, колледже Фура-Бей (Фритаун, Сьерра-Леоне) и технической школе. Готовился к поприщу священнослужителя, но стал школьным учителем, преподавал в Кисси и других селениях вокруг Фритауна:263. Также у него были способности художника.
Сибторпе стал видным членом креольского сообщества, однако уже к моменту смерти был забыт.

## Сочинения
А. Б. К. Сибторпе выступил автором школьных учебников по истории и географии Сьерра-Леоне, памфлета, посвящённого 100-летию принятия Акта об отмене работорговли 1807 года, а также серии очерков о странах Западной Африки.
Первое издание работы Сибторпе «История Сьерра-Леоне» было оформлено в виде вопросов и ответов. В переработанном виде оно представляло собой хронику исторических событий в стране с середины XVIII по середину XIX века.
Главы книги были разделены по сменявшим друг друга губернаторам, однако она включала также различные аспекты социальной истории, включая стихийные бедствия, быт, одежду и развлечения людей, цены на продукты, размеры заработной платы и фольклор.
Сочинение было составлено на основе личных наблюдений автора, записок современников, изданных в Англии книг, миссионерских отчётов, официальных публикаций (газеты) колониальных властей и торговых компаний.
Мировоззрение историка, наряду с уважением к деятельности христианских миссионеров, характеризовалось верой в нравственное влияние исторических примеров на жизнь общества.